# Susan Holloway
Susan Holloway, detta Sue (Halifax, 19 maggio 1955), è un'ex canoista ed ex fondista canadese.

## Biografia
È diventata la prima donna canadese a partecipare nello stesso anno sia ai Giochi olimpici estivi che ai Giochi olimpici invernali, avendo gareggiato nel 1976 appunto ai Giochi invernali nello sci di fondo e ai Giochi estivi nella canoa.
Nel 1980 era stata scelta come portabandiera per la cerimonia di apertura delle Olimpiadi di Mosca, ma la scelta del Canada di boicottare la manifestazione le impedisce di avere questa opportunità.
Nel 1984 a conquistate due medaglie olimpiche nella canoa ai Giochi svoltisi a Los Angeles.
Nel 1986 è stata inserita nella Canadian Olympic Hall of Fame.
Nel 2002 si è sposata con Greg Joy, medaglia d'argento nel salto in alto ai Giochi della XXI Olimpiade tenutisi a Montréal nel 1976.

## Palmarès

### Olimpiadi
- 2 medaglie:
  - 1 argento (Los Angeles 1984 nel K-2 500 m)
  - 1 bronzo (Los Angeles 1984 nel K-4 500 m)